# Sven Mikser
Sven Mikser (* 8. listopadu 1973, Tartu) je estonský politik.

## Kariéra
Jako člen Estonské strany středu v letech 2002 až 2003 působil jako ministr obrany ve vládě Siima Kallase.
Mikser byl mezi 16. říjnem 2010 a 30. květnem 2015 předsedou Sociálně demokratické strany. Od 26. března 2014 do 14. září 2015 byl ministrem obrany v první a druhé vládě Taaviho Rõivase. Dne 23. listopadu 2016 se stal ministrem zahraničních věcí ve vládě Jüriho Ratase.
Mikser byl v roce 2019 zvolen poslancem Evropského parlamentu. Od té doby působí ve Výboru pro zahraniční věci a jeho podvýboru pro bezpečnost a obranu. Kromě úkolů ve výborech je členem parlamentní delegace v Parlamentním shromáždění Euronest a místopředsedou delegace pro vztahy s Parlamentním shromážděním NATO.